# Kléber (metrostation)
Kléber is een station van de metro in Parijs langs metrolijn 6 in het 16e arrondissement. Het ligt aan de Avenue Kléber.
Hoewel het station Charles de Gaulle - Étoile het eindpunt is van metrolijn 6, is het te klein om werkelijk dienst te doen als technisch en logistiek eindpunt. Het station Kléber is daarom voorzien van 2 extra afstelsporen. De metro's houden hier langere tijd halt voor of na de lus in station Charles de Gaulle - Étoile.

## Geschiedenis
Het station werd geopend op 2 oktober 1900 als onderdeel van de toenmalige metrolijn 2 Sud. Vanaf 14 oktober 1907 lag het station langs metrolijn 5. Op 6 oktober 1942 werd het traject tussen station Place d'Italie en station Charles de Gaulle - Étoile overgeheveld van metrolijn 5 naar metrolijn 6.

## Aansluitingen
- RATP-busnetwerk: twee lijnen
- Noctilien: een lijn

Charles de Gaulle - Étoile · Kléber · Boissière · Trocadéro · Passy · Bir-Hakeim · Dupleix · La Motte-Picquet - Grenelle · Cambronne · Sèvres - Lecourbe · Pasteur · Montparnasse - Bienvenüe · Edgar Quinet · Raspail · Denfert-Rochereau · Saint-Jacques · Glacière · Corvisart · Place d'Italie · Nationale · Chevaleret · Quai de la Gare · Bercy · Dugommier · Daumesnil · Bel-Air · Picpus · Nation